# Léon Martin
Léon Martin (Roeselare, 30 aprile 1897 – Roeselare, 11 ottobre 1956) è stato un ciclista su strada belga.
Professionista dal 1925 al 1928 non ottenne successi in carriera. Anche suo fratello Hector Martin fu un ciclista professionista, attivo negli anni venti del novecento.

## Carriera
Fra i suoi piazzamenti, un secondo posto nel 1921 nei campionati belgi della categoria Indipendenti, il settimo posto nella Liegi-Bastogne-Liegi e i terzi posto nella Bruxelles-Liegi, nella Paris-Cambrai e nella Paris-Menin nel 1925, ed ancora il terzo posto nella Paris-Cambrai nel 1926.

## Piazzamenti

### Classiche monumento
- Giro delle Fiandre

1928: 19º
- Liegi-Bastogne-Liegi

1925: 7º